# Фридрихсбрун
Фридрихсбрун (нем. Friedrichsbrunn) — деревня в Германии, в земле Саксония-Анхальт, входит в район Гарц в составе городского округа Тале.
Население составляет 1054 человека (на 31 декабря 2008 года). Занимает площадь 18,34 км².

## История
Поселение было основано в XI веке у небольшого родника.
23 ноября 2009 года, после проведённых реформ, Фридрихсбрун вошёл в состав городского округа Тале в качестве района.

## Галерея

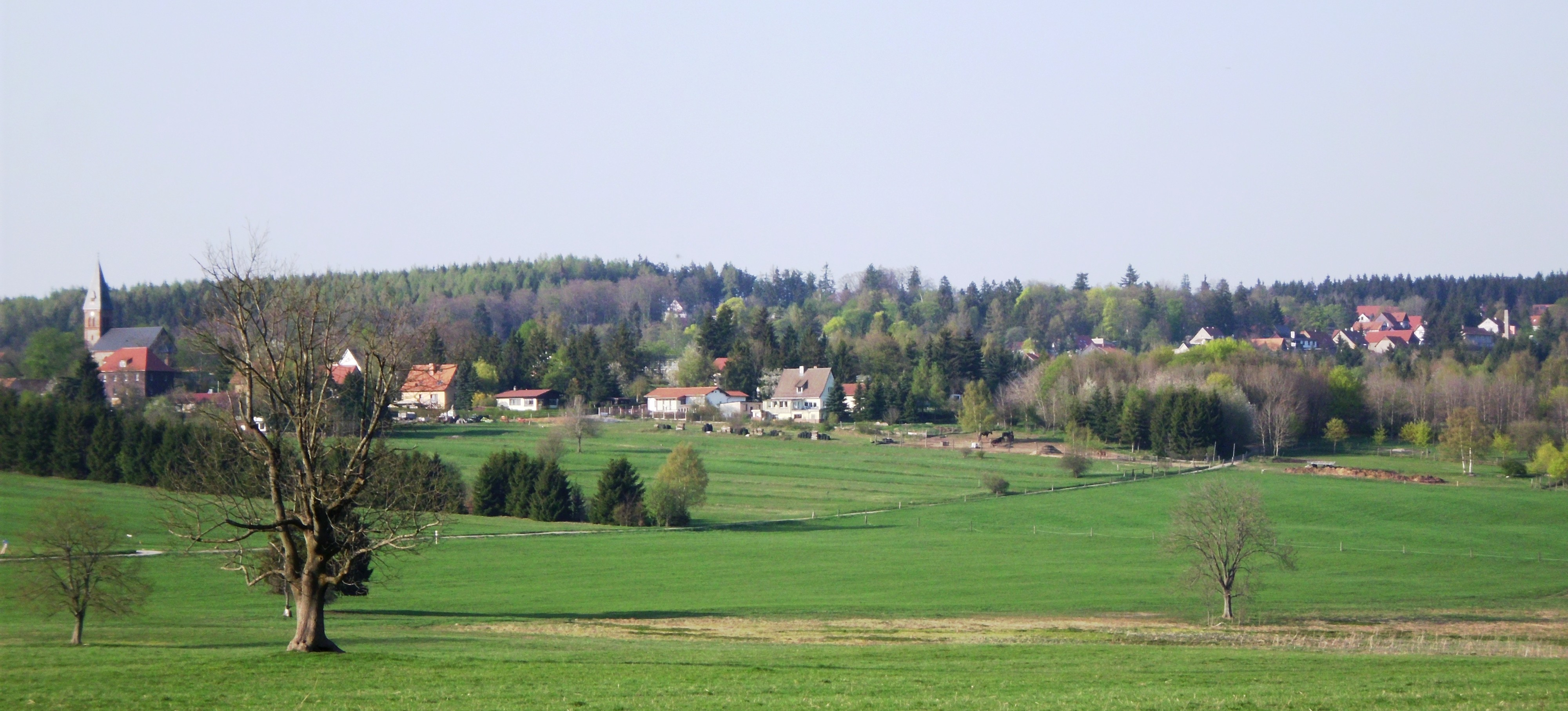
Вид на Фридрихсбрун
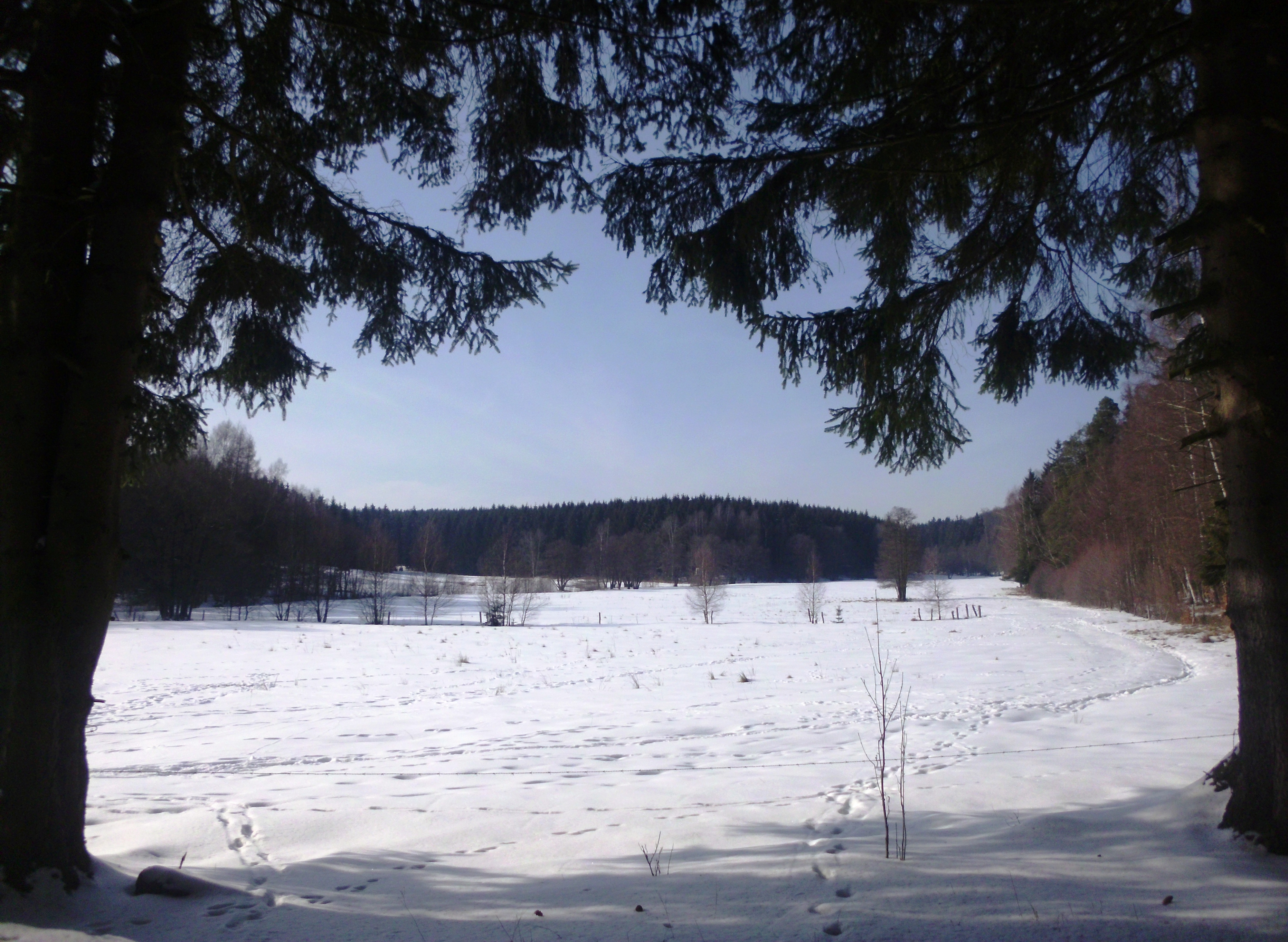
Зимнее поле вблизи Фридрихсбруна
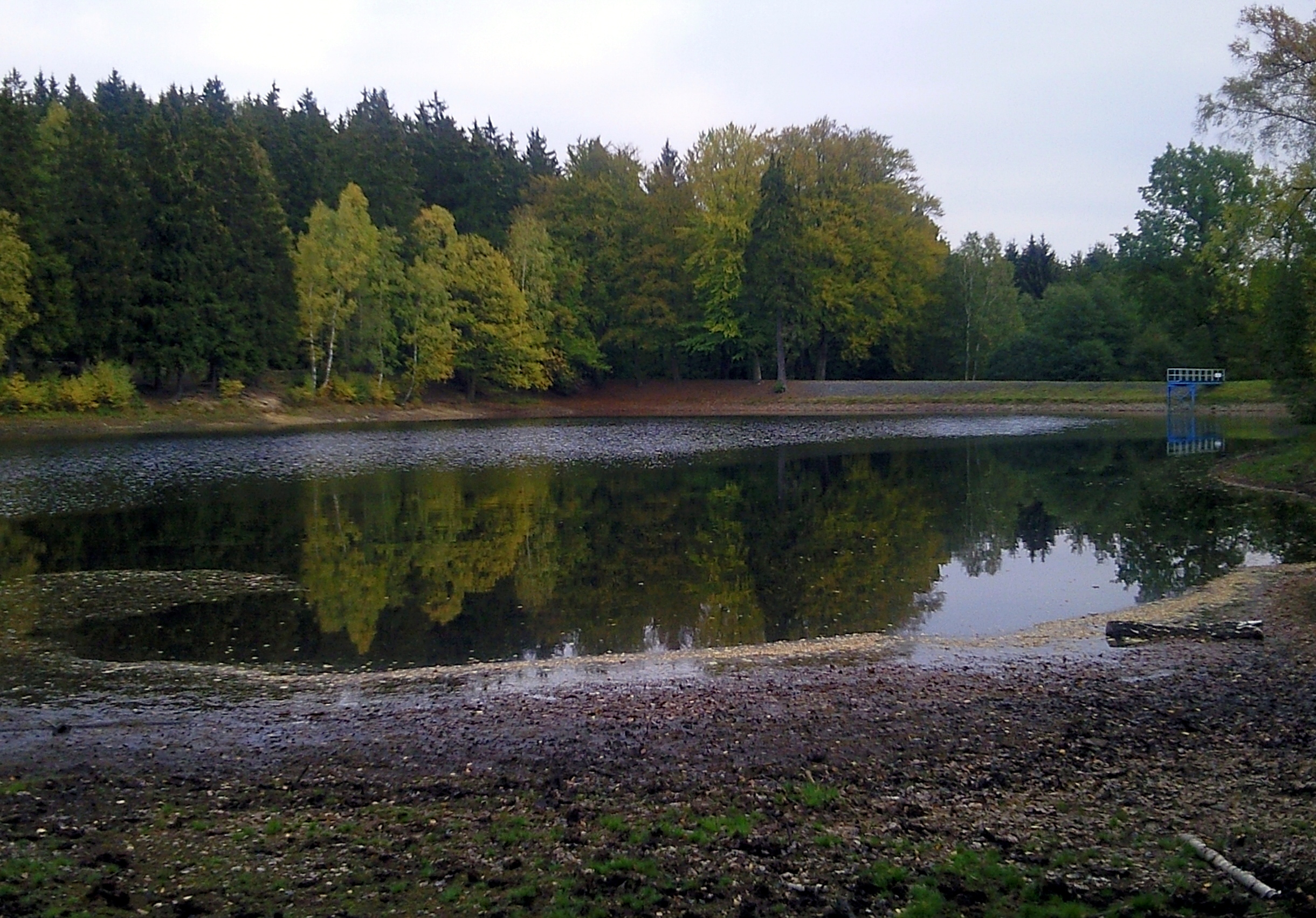
Пруд
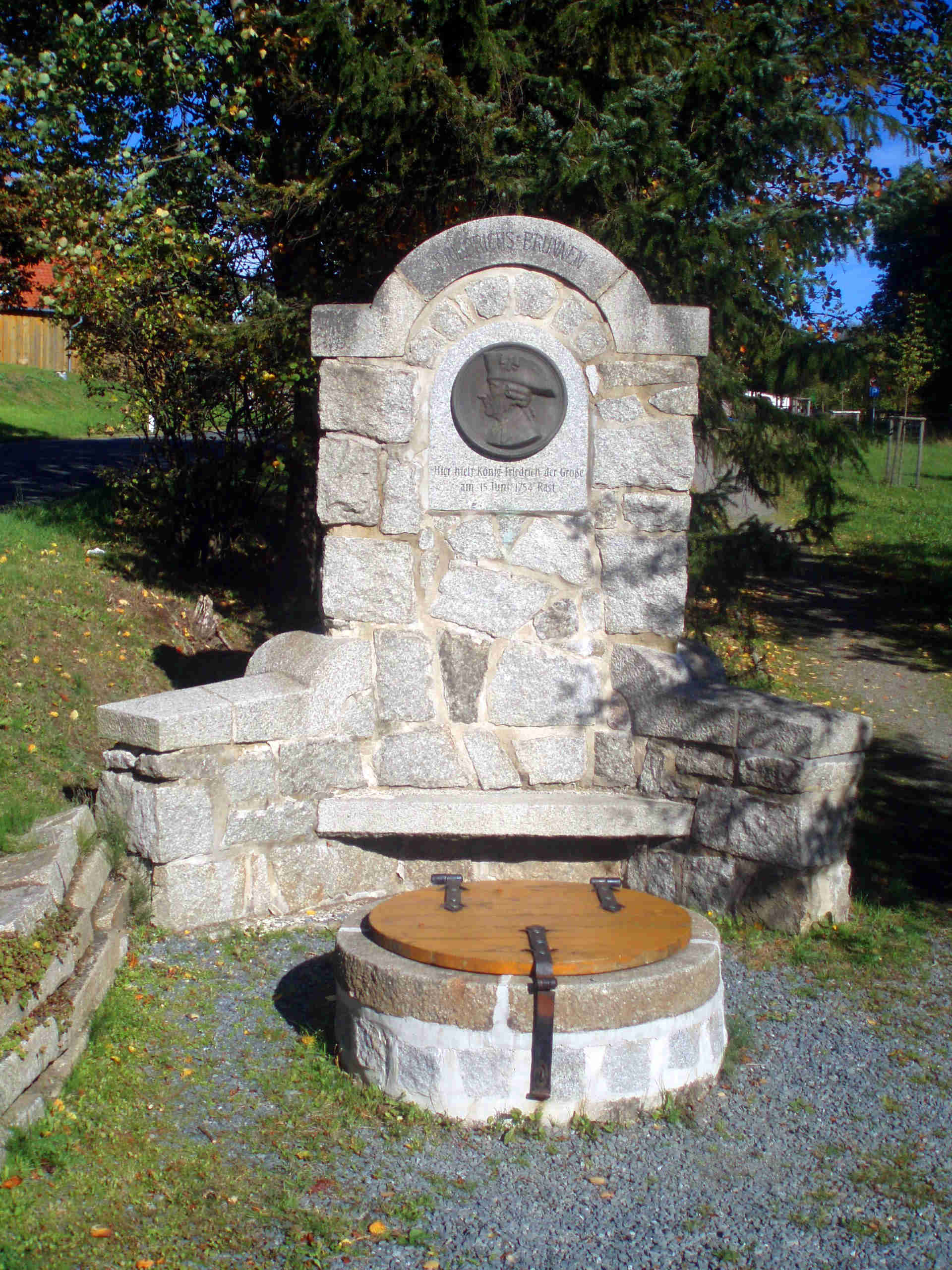
Родник Фридрихсбруна